# 電子ブロック

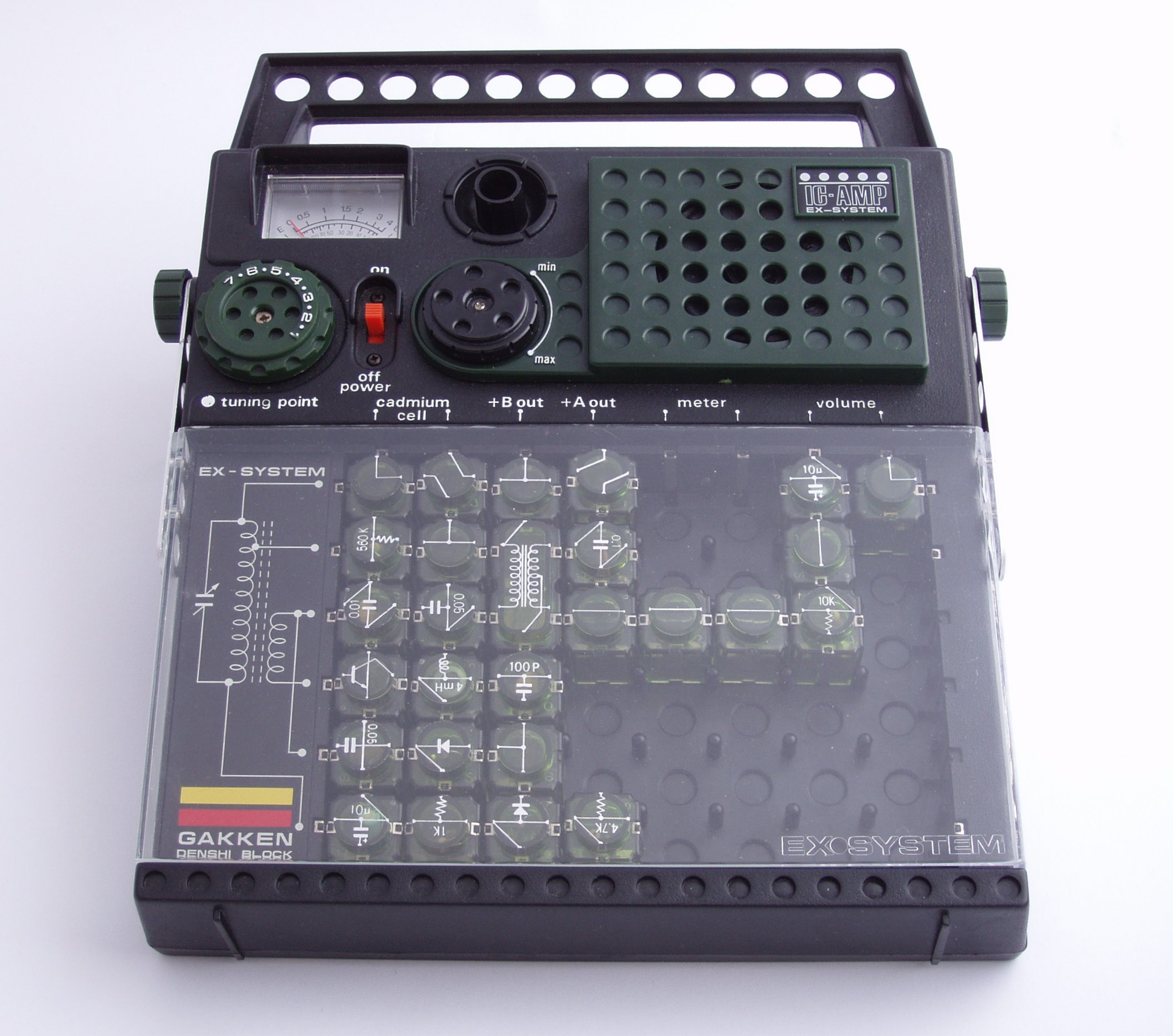
学研電子ブロック EX150

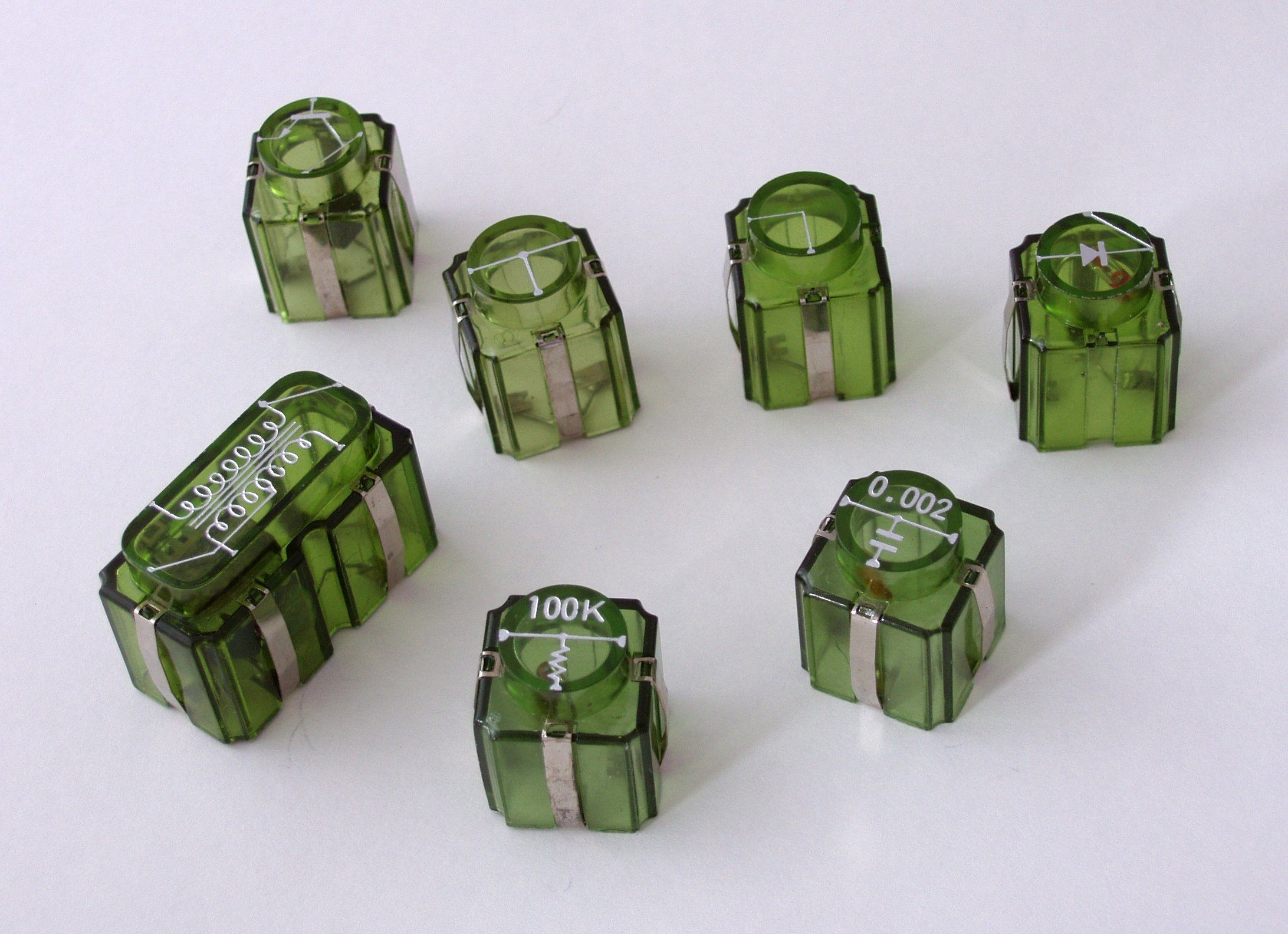
ブロックの一部

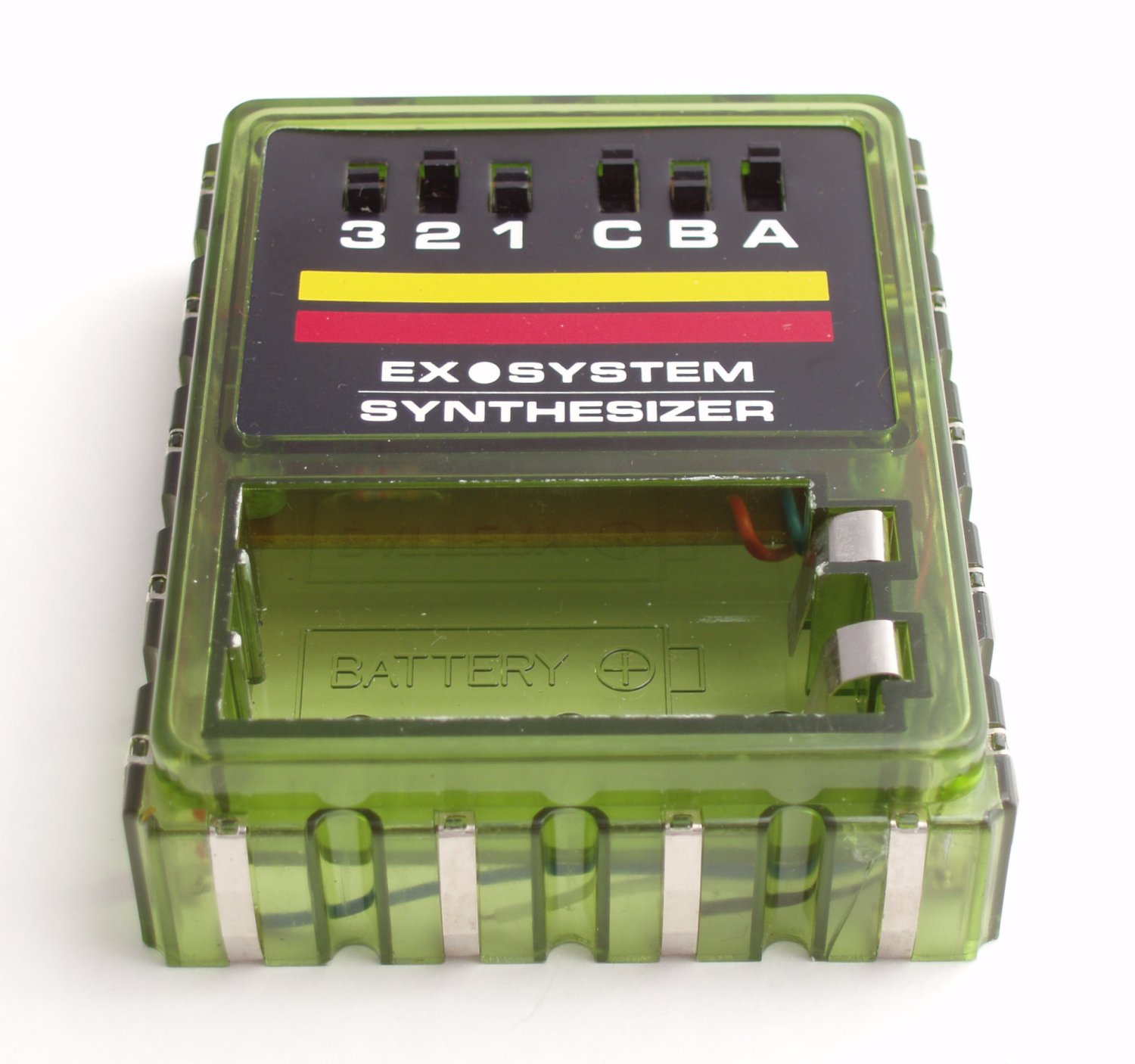
最上位機種 EX181に同梱されたシンセサイザーユニット

電子ブロック（でんしブロック）とは、
1. 電子ブロック機器製造[1]が製造・販売している電子回路の実習用教材製品。
2. 電子ブロック機器製造と、のちに業務提携した学習研究社（現・学研ホールディングス）がかつて発売していた、電子実験をする玩具。

両者とも電子回路の初期教育用として使われていたが、1990年頃にはより汎用性の高い類似のソルダーレスブレッドボードに置き換わっている。本項では後者を中心に記述する。

## 概要
あらかじめ電子部品や配線が組み込まれたブロックを並べることで電子回路を組んで実験が行える電子玩具。初期には象牙色のブロックを並べてゆくDRシリーズ（1965年発売）と、半透明なブロックとピンを刺して配線して行く廉価版電子ボードのSRシリーズ（1968年発売）を発売しブームを呼んだ。
その後、商品はブロックの抜き差しが小さな子供でも容易なSTシリーズ（1971年発売）へ改良された。学研との業務提携後にSTシリーズをさらに改良し、よりファッショナブルになったEXシリーズ（1976年発売）でブームは最盛期を迎え、上位機種EX150では、150の電子実験を行えた。なお、EXシリーズの最上位機種はEX150にシンセサイザーユニットを同梱して31の回路図を追加したEX181であり、さらにFMユニットが追加で販売されているので、回路図の数は計191回路となる。
1981年に発売されたFXシリーズを最後に一旦生産が打ち切られた。FXシリーズには基礎回路65+マイコン回路100のFX-マイコン R-165と、基礎回路65+サウンド・クロック回路80のFX-メロディ&ウォッチが存在する。マイコン回路100は回路の組み替えはなく、マイコンユニットのプログラムが100種類用意されたものである。マイコンユニット、クロックユニット＋サウンドブロックがそれぞれ別途販売されていたので、セットに付属しないユニットを買い足すと、基礎回路65+マイコン回路100+サウンド・クロック回路80の合計245回路の実験ができた。
2002年にEX150の復刻版が発売され、さらにその復刻版オリジナル拡張キットとして「拡張キット光実験60」が発売された。
EXシリーズは、A4程度の大きさの本体に48の差み口がある。46のブロック（トランスとキースイッチはブロック2つ分の大きさ）には、14種類の抵抗器、2種類のダイオード、8種類のコンデンサ、2種類のトランジスタ、5種類の配線専用ブロック、およびコイル、ランプ、トランス、キースイッチが含まれる。これらのブロックを48の差込口に差込み、回路を形成する。作成できる回路には水位報知器、嘘発見器、明るくなると鳴るフォトラジオなどがある。
2009年6月には大人の科学マガジン vol.24 の付録としてFX-マイコン R-165 のマイコンユニットを再現し外部入力を省略した4ビットマイコンGMC-4が発売された。
2011年11月には大人の科学マガジン vol.32 の付録として電子ブロックminiが発売された。ブロックはEXシリーズと同じ大きさで互換があり、5×5＝25個の電子ブロックと50種類の実験回路が組める、その他にこの電子ブロックminiを2組使うと回路や、製品版EXシリーズのブロックを追加してできる作例も紹介されている。
類似品として、ドイツのブラウンがドイツ国内で発売していたLectronという商品がある。

## 各シリーズと沿革
- 1965年 電子ブロックDRシリーズを発売（電子ブロック機器製造）
  - DR-7 50回路
  - DR-7DX  60回路
  - DR-1A 14回路、オプション品追加購入で16回路
  - DR-2A 30回路
  - DR-4A ＩＣデラックス 120回路
- 1968年電子ブロックSRシリーズを発売（電子ブロック機器製造）
  - SR-1A 16回路
  - SR-2A 30回路
  - SR-3A 100回路
  - SR-3ADX 105回路
  - SR-4ADX 150回路
- 1968年 MAGIC-7 20回路 を発売（電子ブロック機器製造）。
  - 回路を直接組み立てる他のセットとは異なり、象牙色の7個の暗号ブロックの並べ替えで20種の装置に変化させる事が出来た。玩具色が強く、使いやすさを重視しているため、応用できる範囲が狭く、回路原理を学ぶことには向いていない。また、組める回路が20種類と少ない割に価格は8,500円と高価だった。
  - 27.125MHzの送受信用の子機が付属している。しかし、付属しておらず、別売となっているセットもある、との旨が同梱のマニュアルに書かれている。
  - 20回路の内訳は以下の通り。
    - レフレックス式の3石ラジオ
    - フォトラジオ
    - 光線警報器 - 低周波発振、及びそれを中波帯（ラジオの周波数帯）でAM変調したもの、さらに短波帯（27.125MHz…本製品には「27.125MC（メガサイクル）」と表記）でAM変調したもの、以上3種類の方法のものがあり、回路としては3種類。
    - 水位報知器 -  同上。
    - 遮光警報器 -  同上。
    - 断水報知器 -  同上。
    - ワイヤレスマイク - 音声を中波帯と短波帯（27.125MHz）でそれぞれAM変調するものがあり、回路は2種類。
    - トランシーバー -  同上。
    - インターホン -  同上。
- 1971年 電子ブロックSTシリーズを発売（電子ブロック機器製造）
  - ST-25 25回路
  - ST-45 45回路
  - ST-100 100回路 - ST-100までのアンプユニットは青く、出力トランスを使用している。
  - ST-125 125回路 - アンプユニットの色は黒で、OTL回路で構成されている。ST-100から追加パーツでグレードアップ可能。
  - ST-155 155回路 - アンプユニットはST-125と同じ。
- 1972年 学研が電子ブロックSRシリーズ、STシリーズを発売（学研と電子ブロック機器製造株式会社が提携）
- 1976年 学研電子ブロックEXシリーズを発売（学研）。ブロックの大きさや形状はSTシリーズと同じで互換性あり。
  - EX-15 15回路
  - EX-30 30回路
  - EX-60 60回路
  - EX-100 100回路
  - EX-120 120回路
  - EX-150 150回路
  - 1979年 EX-181 181回路
- 1981年 FXシリーズを発売（学研）。ブロックの大きさや形状はSTシリーズ・EXシリーズと同じで互換性あり。
  - FX-メロディ&ウオッチ 145回路
  - FX-マイコンR-165 165回路
- 1986年 電子ブロック全シリーズ生産中止
- 1998年 ST-100機能再現モデルを発売（電子ブロック機器製造）。ST-100の「機能」を再現したものであり、ブロックやケース等の大きさ及び形状は本来のSTシリーズと異なり、互換性はない。
- 2002年 EX150復刻版を発売（学研）
- 2008年 EX150新装版を発売（学研）
- 2011年 電子ブロックmini 50回路、25ブロック。大人の科学マガジン Vol.32の付録で、本体は使う前に組み立てる必要がある。ブロックの大きさや形状はSTシリーズ・EXシリーズ・FXシリーズと同じで互換性あり。
- 2014年 EX150復刻新装版を発売（学研ステイフル）